# جوليان لويد ويبر
جوليان لويد ويبر (بالإنجليزية: Julian Lloyd Webber)‏ (و. 1951  م) هو ملحن، ومعلم موسيقى، وعازف كمان جهير، ومؤدي، ومصمم رقص بريطاني، ولد في لندن، يستخدم آلات كمان جهير.

## التعليم
تعلم في الكلية الملكية للموسيقى ‏.

## روابط خارجية
- جوليان لويد ويبر على موقع IMDb (الإنجليزية)
- جوليان لويد ويبر على موقع ميوزك برينز (الإنجليزية)
- جوليان لويد ويبر على موقع ديسكوغز (الإنجليزية)
- جوليان لويد ويبر على موقع قاعدة بيانات الفيلم (الإنجليزية)